# Begonia lopensis
Begonia lopensis là một loài thực vật có hoa trong họ Thu hải đường. Loài này được Sosef & M.E.Leal mô tả khoa học đầu tiên năm 2002.